# Solanum subsylvestre
Solanum subsylvestre är en potatisväxtart som beskrevs av Lyman Bradford Smith och Robert Jack Downs. Solanum subsylvestre ingår i släktet skattor som ingår i familjen potatisväxter. Inga underarter finns listade i Catalogue of Life.